# Copa de Croacia de waterpolo masculino
La Copa de Croacia de waterpolo masculino es la segunda competición más importante de waterpolo entre clubes croatas. Está organizado por la Federación Croata de Waterpolo y se celebra desde la temporada 1992-93.

## Palmarés
- 9 títulos: VK Jug Dubrovnik
- 7 títulos: Mladost Zagreb
- 1 título: POŠK Split
- 1 título: VK Primorje

## Historial
Estos son los ganadores de copa:
- 2010-11: Mladost Zagreb
- 2009-10: VK Jug Dubrovnik
- 2008-09: VK Jug Dubrovnik
- 2007-08: VK Jug Dubrovnik
- 2006-07: VK Jug Dubrovnik
- 2005-06: Mladost Zagreb
- 2004-05: VK Jug Dubrovnik
- 2003-04: VK Jug Dubrovnik
- 2002-03: VK Jug Dubrovnik
- 2001-02: Mladost Zagreb
- 2000-01: VK Jug Dubrovnik
- 1999-00: POŠK Split
- 1998-99: Mladost Zagreb
- 1997-98: Mladost Zagreb
- 1996-97: VK Jug Dubrovnik
- 1995-96: VK Primorje
- 1994-95: VK Jug Dubrovnik
- 1993-94: Mladost Zagreb
- 1992-93: Mladost Zagreb